# After Midnight; or, A Burglar's Daughter
After Midnight; or, A Burglar's Daughter è un cortometraggio muto del 1908. Il nome del regista non viene riportato nei credit del film.

## Produzione
Il film fu prodotto dalla Vitagraph Company of America.

## Distribuzione
Distribuito dalla Vitagraph Company of America, il film - un cortometraggio di 99 metri - uscì nelle sale cinematografiche statunitensi il 12 aprile 1908.